# Plan País

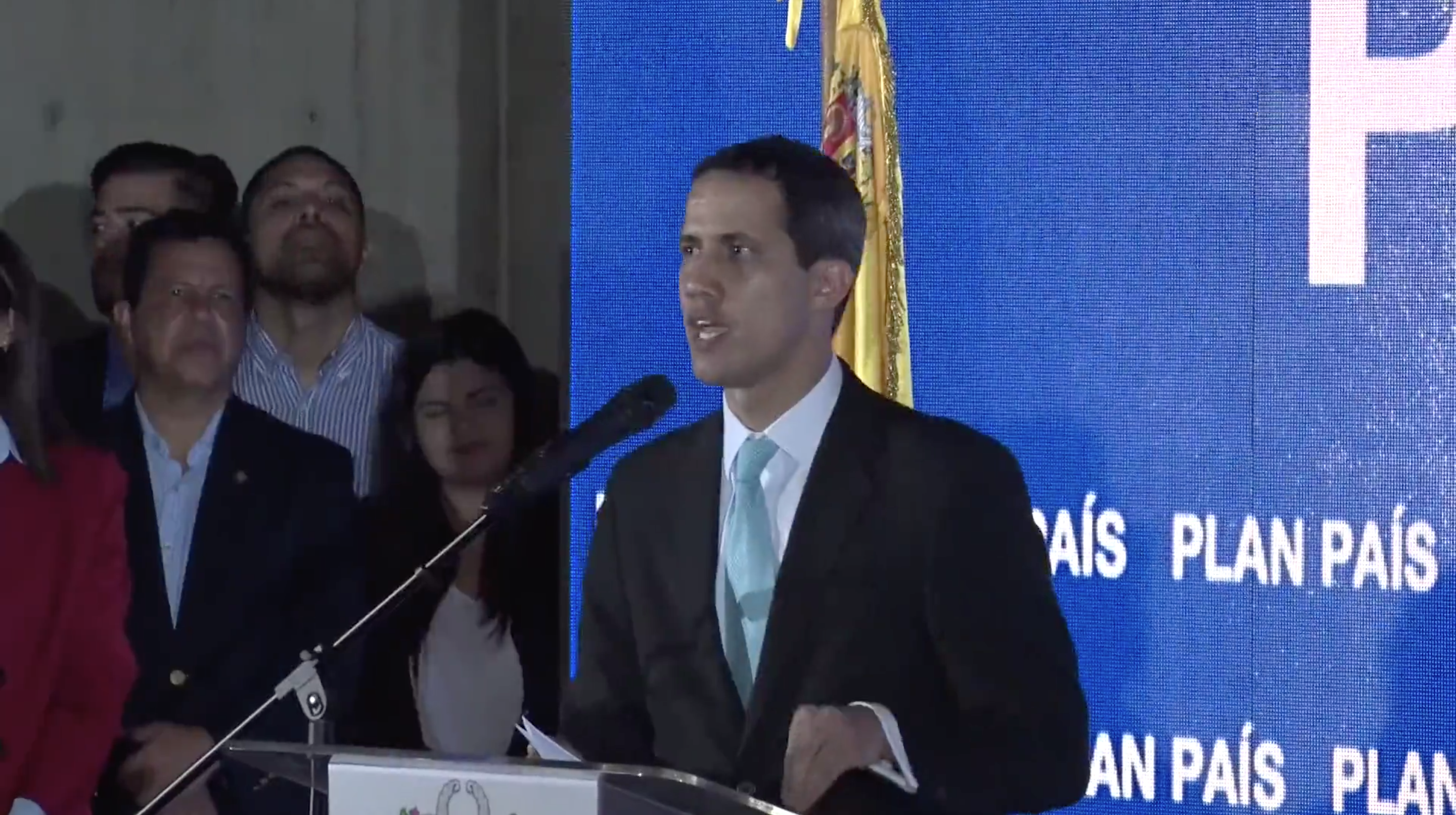
Juan Guaidó presentando el Plan País Venezuela el 31 de enero de 2019

Plan País Venezuela fue un plan organizado por Juan Guaidó y la Asamblea Nacional de Venezuela creado durante la crisis presidencial del país para revitalizar la economía, la industria petrolera y los sectores sociales de Venezuela.

## Plan
Guaidó anunció el 31 de enero, ante un teatro donde estuvieron presentes distintos líderes de la oposición y de la sociedad civil, el denominado Plan País (Plan para el País), que surgió de una comisión de la Asamblea Nacional. El plan se estuvo elaborando desde tiempo atrás y se desarrolló inicialmente a través de una serie de reuniones públicas y privadas en los Estados Unidos y Venezuela. Según Guaidó, los objetivos del plan son «estabilizar la economía, atender de inmediato la emergencia humanitaria, rescatar los servicios públicos y superar la pobreza». Cuenta con disposiciones para la recuperación de PDVSA, restaurar el sector de la salud, y ofrecer asistencia a los más afectados por la pobreza. La implementación del plan requiere la salida de Maduro.